# Братья Васильевы
Братья Васильевы — творческий псевдоним советских кинорежиссёров и сценаристов, однофамильцев Георгия (1899—1946) и Сергея (1900—1959) Васильевых.

## Начало сотрудничества
Знакомство поначалу не связанных с киноискусством, но увлекающихся кино и театром Георгия и Сергея Васильевых произошло в 1925 году, а после объединения киноорганизаций «Госкино» и Московского отделения «Севзапкино» в единую организацию — «Совкино» — они начали работать в одной монтажной комнате. Нередко сообща они готовили фильмы к выпуску. Первый совместный режиссёрский опыт — полнометражный документальный фильм «Подвиг во льдах» (1928). В титрах следующего — и первого снятого ими художественного фильма «Спящая красавица» — они впервые назвали себя «братья Васильевы».
Вариант от Виктора Шкловского (документальный фильм «Жили были»):

Вот вы знаете «Чапаева»? Все знают «Чапаева». А я знаю братьев Васильевых, они не братья, они однофамильцы, это я их назвал братьями. И они приняли это название. И они работали монтажерами, склеивали ленту, редактировали американские ленты, собирали членские взносы. Были рядовые работники кинофабрики. Снимали одну картину, которая не понравилась. Дали им другую картину, очень маленькую, о кроликах. Они сами написали сценарий. Играл, значит, актер, который говорил: «Товарищи, я кролик, я могу снять свою шкуру». Он снимал свою шкуру и потом рассказывал про себя, какой он полезный. Следующую картину им дали «Чапаева», только немой. Когда они начали снимать, директор, это было смелое время, начал снимать немую картину как звуковую, потому что выходит. Потом картина, значит, была сдана. И мы посмотрели, был Добров тогда был директор кино, и он сказал: «Ну, что ж, в клубном прокате пройдет, но свои деньги мы не вернем». И потом оказалось, что это «Чапаев». Вот видеть удачи и неудачи и видать, сколько до удач неудачи.

Широкое профессиональное признание и всенародную известность братьям Васильевым принёс фильм «Чапаев» (по материалам Д. А. Фурманова и А. Н. Фурмановой, сценарий бр. Васильевых), который вышел на экраны СССР в ноябре 1934 года. Картина немедленно стала одним из самых популярных фильмов советского кино: за первый год проката его посмотрело свыше 30 миллионов человек; многие фразы фильма стали крылатыми, а персонажи со временем стали героями серии анекдотов. 11 января 1935 года, в связи с 15-летием советского кино, Васильевы были награждены орденами Ленина, а летом того же года стали членами Союза писателей СССР.

## Совместная фильмография

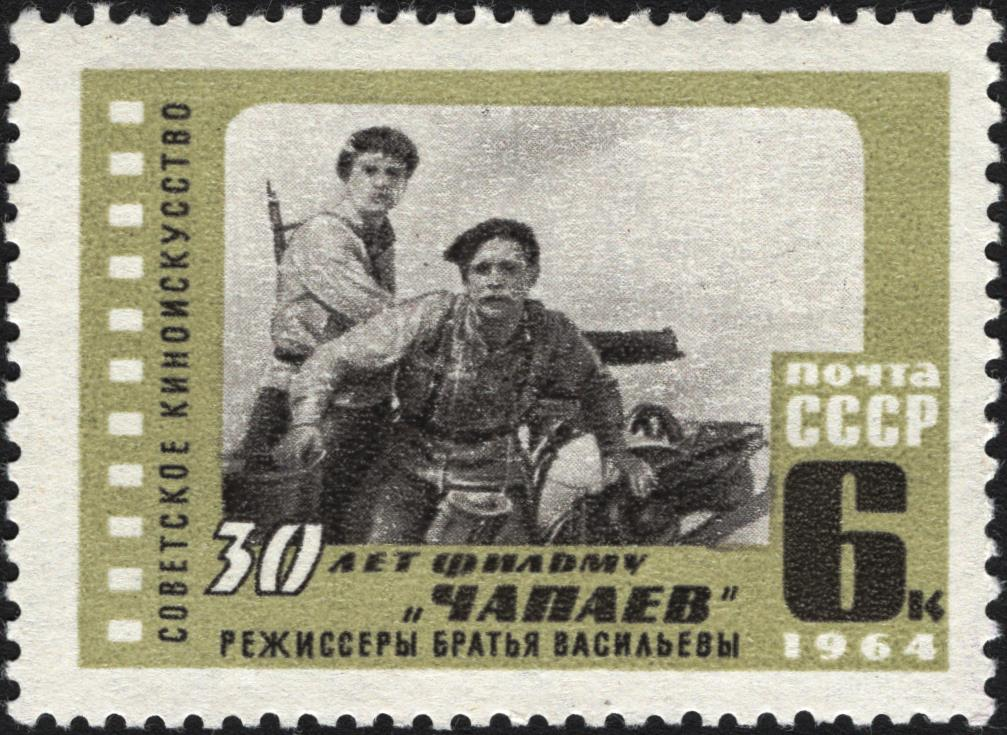
Марка Почта СССР 1964 г. 30 лет фильму «Чапаев», режиссеры братья Васильевы. Советское киноискусство.

- 1928 — Подвиг во льдах (полнометражный документальный фильм)
- 1930 — Спящая красавица
- 1932 — Личное дело (Тревожные гудки)
- 1933 — Невероятно — но факт! (короткометражный документальный фильм)
- 1934 — Чапаев
- 1937 — Волочаевские дни
- 1942 — Оборона Царицына (дилогия)
- 1943 — Фронт

## Фильмография С. Д. Васильева (после 1946 года)
- 1950 — Наши песни (не закончен)
- 1954 — Герои Шипки
- 1958 — В дни Октября (первый вариант)

Могила Георгия и Сергея Васильевых на Новодевичьем кладбище

## Память
- Именем братьев Васильевых была названа Государственная премия РСФСР за произведения кинематографии.
- Именем братьев Васильевых с 1964 по 1991 год была названа Малая Посадская улица в Ленинграде. Там же им установлена мемориальная доска.
- Имя братьев Васильевых носят улицы в Томске и посёлке Карымское Забайкальского края.

## О братьях Васильевых
- Братья Васильевы: Собрание сочинений в 3 т. — Москва: Искусство, 1983.
- Братья Васильевы: документальный фильм, реж. Владимир Непевный. — 2003.